# Areninha Estádio Antony Costa
O Estádio Municipal Deputado Antony Costa, foi um estádio de futebol situado no bairro Antônio Bezerra, em Fortaleza, Ceará, demolido no ano de 2019 para dar lugar a Areninha Estádio Antony Costa, construída pela prefeitura, em parceria com o governo do estado.

## A reforma de 2008
Durante a reforma que durou de 2008 a 2011 e custou 802 mil reais ao município, o estádio recebeu um novo gramado, arquibancadas com cadeiras, cabines de rádio, tribuna de honra, nova iluminação nova, campo society, quadra poliesportiva, além dos 522 assentos de cor laranja transferidos do Estádio Presidente Vargas. Essas cadeiras, foram retiradas do PV, pois a cor, juntamente com os demais assentos azuis, lembravam as cores do Fortaleza Esporte Clube, evitando, assim, polêmica entre torcedores do rival Ceará Sporting Club.
Assim, o novo estádio foi entregue em 06 de setembro de 2011.

## Areninha do Antônio Bezerra
Inaugurada em 27 de novembro de 2019, a praça esportiva foi construída em uma área total de 13.677,09 m² e contou com um investimento de R$ 1.638.053,55. Além do campo com grama sintética para a prática do futebol, o espaço foi equipado com arquibancada, mureta, vestiário, alambrado, piso podotátil, nova iluminação artificial e lixeiras.
Além dessas modificações, a intervenção no entorno foi responsável pela colocação de piso intertravado, rampas de acessibilidade e uma espécie de complexo esportivo, com quadras de futsal, volêi de praia e futevôlei. Além da comunidade do Antônio Bezerra, a areninha serve também à população de bairros vizinhos como: Autran Nunes, Dom Lustosa, Padre Andrade, Olavo Oliveira, Quintino Cunha e Pici, beneficiando mais de 150 mil pessoas.